# 赤穂市立有年考古館
赤穂市立有年考古館（あこうしりつ うねこうこかん）は、兵庫県赤穂市有年楢原（うねならばら）にある市立考古学・歴史博物館。愛称は「有年考古館」。旧・赤穂郡（赤穂市・相生市・上郡町）有年村付近の遺跡・遺物と赤穂の郷土史をメインテーマとする。

## 沿革
1950年（昭和25年）に、地元で眼科医を開業する傍ら考古学や郷土史を研究していた松岡秀夫により、「財団法人有年考古館」として開館した。2011年（平成23年）まで私立博物館であったが、赤穂市へ土地建物および収蔵品が寄贈され、同年11月11日に公立博物館へ改組した。
赤穂市有年地区の歴史文化に関する資料の保管、調査研究及び展示等を行うとともに、有年歴史公園や有年地区に所在する歴史文化遺産を活用し、市民が歴史文化に触れ合う機会の創出を目指すとしている。
収蔵資料は昭和時代に松岡秀夫が収集したものが中心であるが、すでに破壊されたり消滅したりした遺跡などから回収された重要な遺物も含まれており、一連の資料群は1988年（昭和63年）に「有年考古館収蔵考古資料」として赤穂市指定有形文化財に指定されている。
現在は松岡が収集した資料のほか、赤穂市教育委員会による発掘調査などで出土した遺物も展示している。

## 展示室
- 常設展示（特別展示時には縮小して展示）
  - 年表展示 - 赤穂市内遺跡出土遺物の展示解説
  - 地域展示 - 旧赤穂郡と周辺遺跡出土遺物の展示解説
- 民俗資料展示
  - 有年村で使用された幕末～昭和時代の民具の展示解説
- 松岡秀夫顕彰室
  - 創設者である松岡秀夫の文化財保護・研究に関する展示解説
- 松岡兄弟顕彰室
  - 松岡秀夫と兄の松岡與之助の地域医療・文化活動に関する展示解説

## 主な展示品
- 西野山3号墳（上郡町）出土遺物 - 三角縁神獣鏡・ガラス製勾玉・鉄剣・銅鏃など副葬品一式
- 有年原・田中遺跡1号墳丘墓（赤穂市）出土遺物 - 大型装飾壺・大型装飾器台
- 蟻無山1号墳（赤穂市）出土遺物 - 初期須恵器・馬形埴輪ほか
- 別名遺跡（上郡町）出土遺物 - 銅剣
- 旧赤穂郡内古墳出土遺物 - 須恵器・勾玉・鉄製甲冑ほか

## 利用情報
- 開館時間 - 午前10時から午後4時まで（入館は午後3時30分まで）
- 入館料 - 無料
- 休館日 - 火曜日（ただし祝日と重なった場合はその翌日）、年末年始（12月28日～1月4日）、そのほか展示替時に一週間程度の臨時休館あり
- 駐車場 - 無料、30台
- 車椅子対応トイレあり

## 交通アクセス
- 鉄道
  - JR山陽本線有年駅から徒歩25分
  - JR赤穂線播州赤穂駅から北に25分
- 自動車
  - 山陽自動車道龍野西I.C.から国道2号を西に14キロメートル（25分）
  - 山陽自動車道備前I.C.から国道2号を東に16キロメートル（25分）

## 周辺
- 有年原・田中遺跡公園（県史跡）
- 東有年・沖田遺跡公園（県史跡）
- 木虎谷2号墳（県史跡）